# Glucomannane

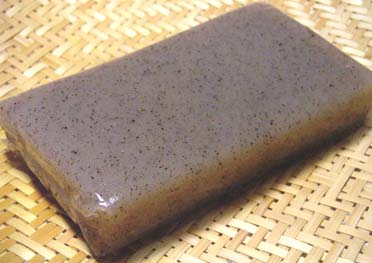
Bloc de Konjac, dont le principal constituant est le glucomannane.

Le glucomannane (E425) est un polysaccharide de poids moléculaire élevé (500 000 < Mglucomannane< 2 000 000) composé d'unités de D-mannose et de D-glucose avec une ramification toutes les 50 ou 60 unités environ. Le glucomannane est trouvable dans le bois, c'est aussi le principal constituant de la gomme de Konjac.

## Alimentation
Le glucomannane comme additif alimentaire :
- E425(i)  Gomme de konjac
- E425(ii)  Glucomannane de konjac

## Étymologie
La racine manna correspond à la manne récoltée par les Hébreux, narrée dans l'Exode, qui est en fait la sécrétion sucrée de certains arbres et arbustes que l'on rencontre dans les déserts au Proche et au Moyen-Orient, comme Fraxinus ornus. Le suffixe Gluco, du grec ancien γλυκύς, glukús (« doux, sucré »), est lié à la présence de D-glucose.